# Medal of Honor: Underground
Medal of Honor: Underground é um jogo eletrônico de tiro em primeira pessoa de 2000 desenvolvido pela DreamWorks Interactive e publicado pela Electronic Arts. É o segundo título da série Medal of Honor e foi lançado para o PlayStation com um porte adaptado posteriormente para o Game Boy Advance.
Em 2002, o jogo foi relançado na Europa como parte da compilação Medal of Honor/Medal of Honor: Underground. Posteriormente, foi relançado pela segunda vez na PlayStation Network norte-americana para PlayStation 3 e PlayStation Portable. Foi o último jogo desenvolvido pela DreamWorks Interactive quando o estúdio ainda era propriedade conjunta da Microsoft Games e DreamWorks SKG. Durante o lançamento do jogo, o estúdio foi renomeado para EA Los Angeles.

## Jogabilidade
A jogabilidade é muito parecida com seu antecessor, exigindo que o jogador complete os objetivos adquirindo itens, interagindo com objetos e destruindo alvos especificados, bem como o uso de quatro armas diferentes e disfarce contra os inimigos. Além de novos tipos de armas, as novas mecânicas do jogo incluem lutar contra tanques e meias-lagartas em três das oito missões e lutar ao lado de aliados amigáveis.
Depois de completar o jogo, o jogador pode jogar um nível de bônus não canônico, chamado "Panzerknacker Unleashed", no qual o jogador joga como o tenente Jimmy Patterson do jogo anterior. Muitos inimigos estranhos são combatidos em um castelo, incluindo cães armados e condutores de veículos, cavaleiros carregando machados de batalha, soldados zumbis, soldados robóticos e vários grandes quebra-nozes, chamados Panzerknacker. O objetivo de todas as três missões disponíveis neste nível é construir um Panzerknacker, que auxilia na missão final.

### Versão de Game Boy Advance
Uma versão de Medal of Honor: Underground foi lançada para Game Boy Advance em 2002-2003. É um jogo de tiro em primeira pessoa baseado na versão de PlayStation. O jogo foi desenvolvido pela Rebellion Developments e publicado pela Destination Software. Underground para o GBA oferece até 4 jogadores usando o cabo de link do Game Boy e os níveis lex. O jogo é jogado em um ambiente tridimensional. Os objetivos do jogo geralmente giram em torno de encontrar certos papéis. Não há sistema de salvamento, no entanto, cada nível possui um código para jogar novamente no futuro, que pode ser visualizado pausando o jogo.

## Sinopse
Em 1940, a França foi ocupada pela Alemanha Nazista com o apoio de seu estado fantoche colaboracionista, França de Vichy. Manon Batiste ajuda seu irmão Jacques, que é morto em uma tentativa de assalto. Manon cumpre sua missão pela resistência até ser encontrada e recrutada pelo OSS, que a designa pela frente do Norte da África e Europa para frustrar as defesas e planos de invasão da milícia e dos nazistas até 1944, quando Manon retorna para ajudar a libertar Paris e vingar Jacques.

## Desenvolvimento
A personagem principal Manon Batiste é baseada em Hélène Deschamps Adams, um membro da vida real do Escritório de Serviços Estratégicos (OSS), o precursor da Agência Central de Inteligência (CIA). Adams aparece na missão final do jogo para informar Manon antes do nível. Hirschmann, Langteau e Henson pesquisaram encontrando-se com pessoas que estiveram envolvidas com a Resistência Francesa, incluindo Elizabeth Peet McIntosh e Deschamps Adams.
Michael Giacchino explicou: "Este tema foi criado para representar os momentos em que Manon é chamada a fortalecer seus nervos e reunir coragem para continuar com a luta... Manon viaja para lugares que não são tão militaristas quanto Jimmy Patterson. Sua jornada foi um pouco mais 'cênica'." O crítico Ian Lace disse sobre seu tema: "É preciso supor que a personagem principal deste novo jogo, Manon, inspirada nas façanhas de Hélène Déschamps, é francesa. Michael Giacchino criou um tema para ela que em suas primeiras notas irresistivelmente me faz querer antecipar a velha canção pop, Arrivederci Roma, que achei desconcertante porque ela é francesa e grande parte da ação, principalmente no começo e no fim, ocorre em Paris."
O produtor Scott Langteau afirma que "Underground tinha uma sensação totalmente diferente do original Medal of Honor, e ainda assim a jogabilidade era totalmente familiar. Foi o que tentamos fazer, de qualquer maneira. Em Underground, era pessoal. O front-end do jogo era corajoso e menos militarmente organizado; era rústico e tosco. O mesmo pode ser dito para o jogo. Manon usou coquetéis molotov e também usou sua feminilidade para obter acesso a áreas restritas. Usamos a liberdade de contar sua história de fundo - ela estava na Resistência Francesa, juntou-se ao OSS - para dar ao jogo seu próprio talento e missões amplamente variadas que nos levaram por toda a Europa: Grécia, Itália, etc."
O produtor Scott J. Langteau apresentou o jogo na E3 de 2000 junto com Tony Rowe e Lynn Henson.

## Recepção
A versão para PlayStation recebeu críticas "favoráveis", enquanto a versão para Game Boy Advance recebeu críticas "desfavoráveis", de acordo com o agregador de análises de videogames Metacritic. Jeff Lundrigan, da NextGen, disse sobre a versão anterior: "Um jogo incrível ganha uma sequência que é, de certa forma, ainda melhor. E, afinal, ainda é verdade: no final das contas, nada é mais satisfatório do que atirar na cara de um nazista." A Nintendo Power deu uma crítica negativa à versão de GBA, alguns meses antes de ser lançada nos Estados Unidos.
A GameSpot elogiou os criadores da versão para PlayStation por pegar "uma personagem do jogo original chamada Manon Batiste e [colocá-la] no papel principal para que sua história completa possa ser contada. Este cenário é uma mudança bem-vinda, pois Underground fornece um contexto histórico significativo que é raro na maioria dos videogames hoje." William Abner também descreveu a mesma versão como "uma refrescante mudança de ritmo porque você interpretou Manon Batiste, uma mulher alistada na Resistência Francesa".
A versão para PlayStation foi vice-campeã dos prêmios anuais de "Melhor Som" e "Melhor shooter" da GameSpot entre os jogos de console, que foram para SSX e Perfect Dark, respectivamente. A mesma versão do console ganhou o prêmio de som no IGN "Best of 2000 Awards". Ele ganhou os prêmios de "Outstanding Sound Design" e "Outstanding Original Music Composition" no 4º Annual Interactive Achievement Awards da Academy of Interactive Arts & Sciences. Ele também ganhou o prêmio de "Melhor Som" no Official US PlayStation Magazine de 2000 na premiação dos editores.